# Piekary Śląskie

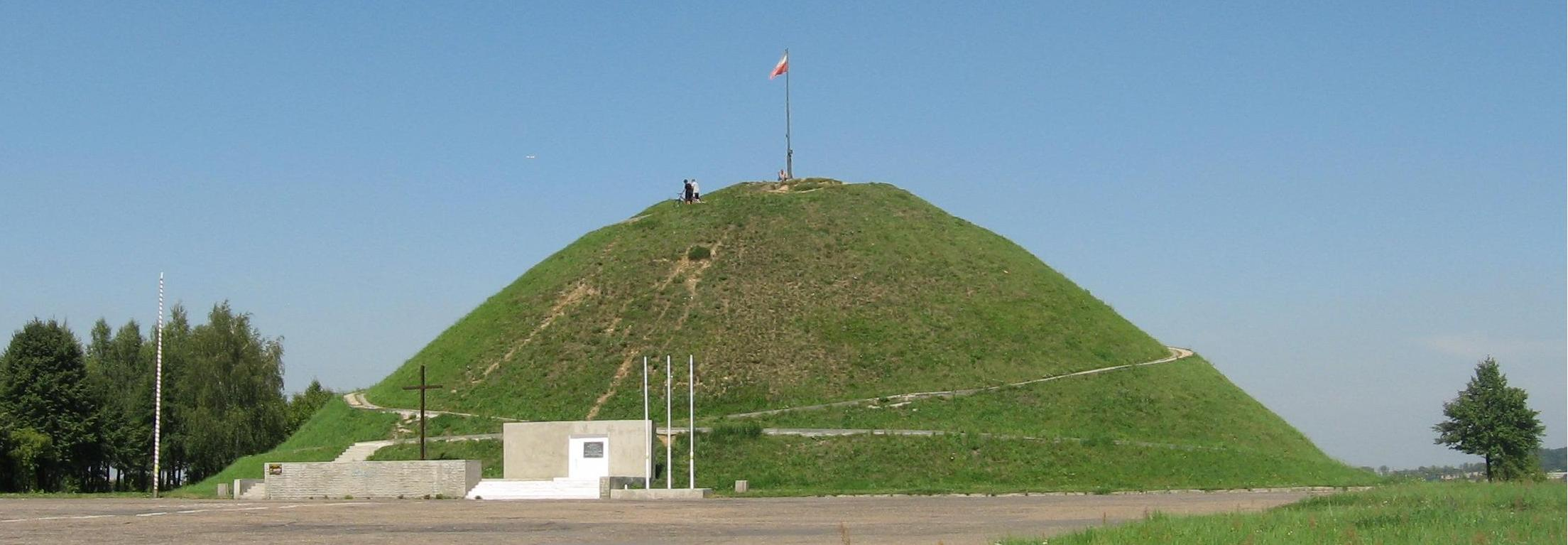
Felszabadulás dombja

Piekary Śląskie (németül: Deutsch Piekar) járási jogú város Lengyelország déli részén a Sziléziai vajdaságban az Felső-sziléziai ipari körzet (GOP) központjában. A város a Felső-sziléziai metropolisz szövetség (GZM) alapító tagja. A lengyel városok szövetségének is tagja.
Piekary Śląskie a 17. századtól kezdve ismert zarándokhely valamint egyike a lengyelországi Mária-kultusz helyeinek a „Piekaryi Szűzanya” kép révén. A várost Felső-Szilézia lelki központjának is nevezik.

## Földrajzi helyzete
Piekary Śląskie a Sziléziai vajdaság középső részén fekszik. Északról Świerklaniec, keletről Bobrowniki, délről Siemianowice Śląskie és Chorzów, nyugatról Bytom és Radzionków határolja. A város a Sziléziai fennsík középső részén helyezkedik el az úgynevezett Tarnowski Góry kiemelkedésen és a Katowicei-fennsíkon. A város legmagasabb pontja a tengerszint felett 356 m-re lévő mesterséges domb, a felszabadulás dombja, melyet 1932–37-ben emeltek annak 250-ik évfordulójára, hogy Sobieski János felmentette seregeivel a török ostromolta Bécset valamint Lengyelország újjáalakulásának 15. évfordulójára. Legalacsonyabb pontja a Brynica medre (261 m). A vidék tájképe jelentősen átalakult az évszázadok óta folytatott bányászás következtében. A felszabdalt felszínt sok meddőhányó, bányató és árok csúfítja el.

### Vízrajz

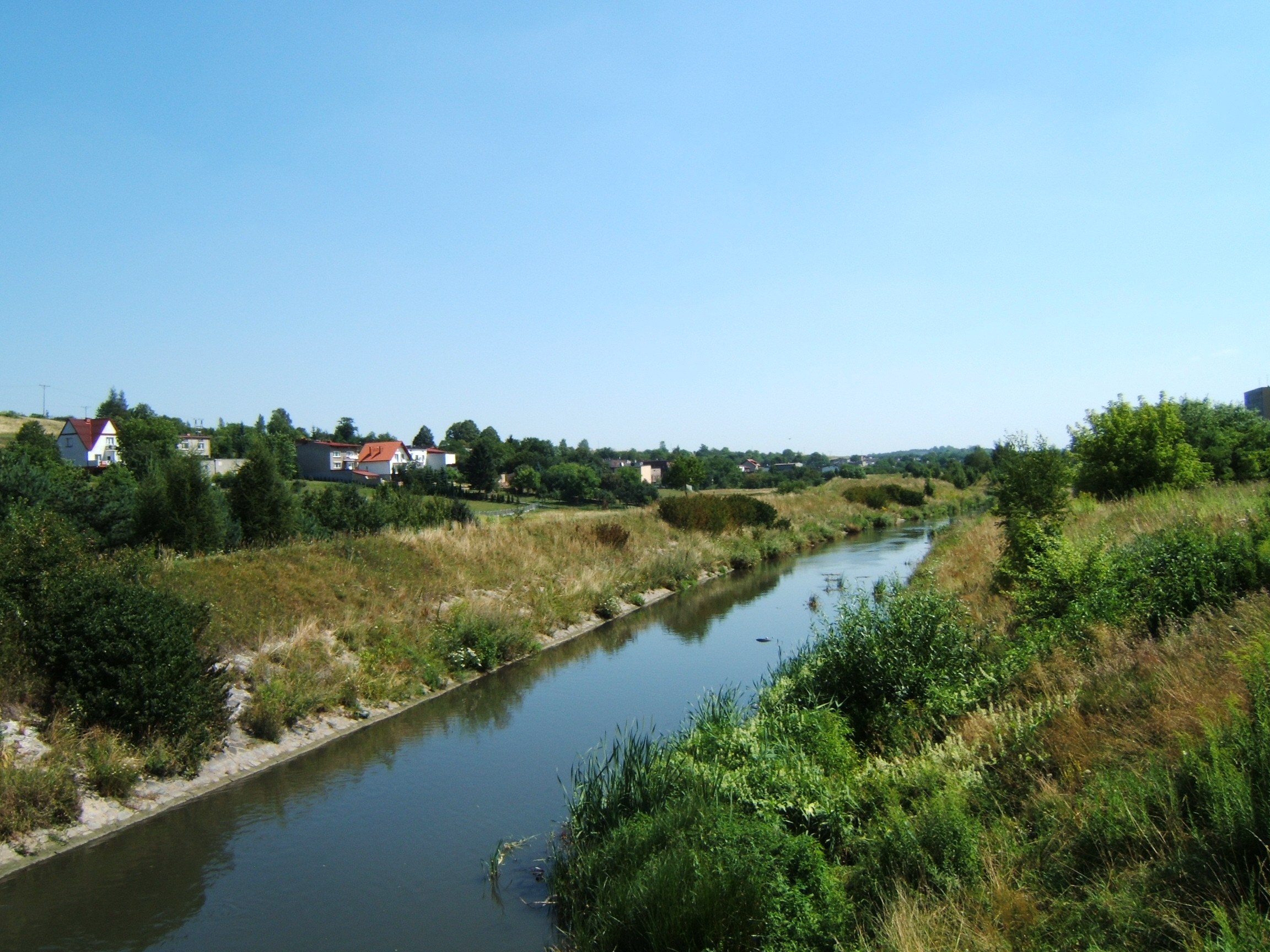
A Brynica folyó

A város egészében a Visztula vízgyűjtő területén van, vízzel a kis Brynica folyó látja el. A másik vízfolyás a város területén belül a Szarlejka, mely erősen szennyezett a csatornákból beömlő napi 5 ezer m³ kommunális szennyvíz miatt. A Brynicát a város területén belül az 1990-es években befedték. Jelenleg európai uniós pénzekből megkezdődött a folyók rekultivációja.
Piekary határában létesítették a Kozłowa Góra víztározót.

## Története
A legfontosabb évszámok:

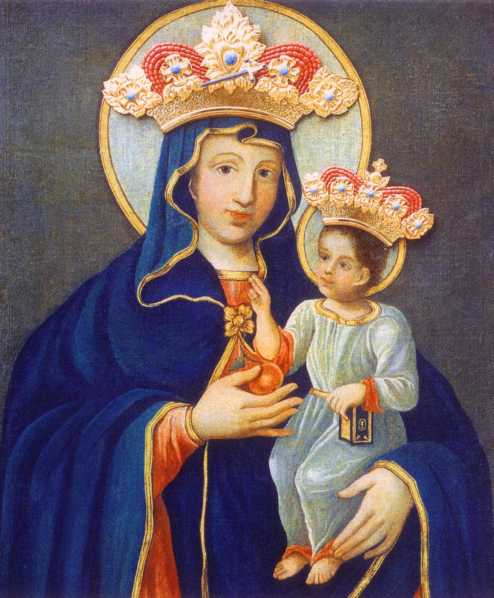
Piekary Szűzanya

- 1136 – II. Ince pápa bullája Piekaryt Bytom környéki helységnek említi Zwersow néven
- 1277 – az első római katolikus plébánia alapítása Kamieńben
- 1303 – az első fatemplom felszentelése Piekaryban
- 1623 – Piekaryp és a bytomi vidék Łazar Henckel von Donnersmarck kupec tulajdonába kerül.
- 1659 – Jakub Roczkowski pap a Mária kegyképet a főoltárra helyezi
- 1676 – Tarnowskie Góry polgárok a kolerajárvány idején minden évben elzarándokolnak Piekaryba és fogadalmat tesznek.
- 1680 – Prágában járvány tör ki. I. Lipót kérésére a Piekary Szűzanya másolatát átviszik Prágába, a visszaúton ünnepélyes körmenetben viszik körül Hradec Královén és Nysán.
- 1683 – Sobieski János Bécs felé menet imádkozik a kép előtt.
- 1696 – Erős Ágost megerősíti a pacta conventat és megújítja katolikus hitvallását
- 1734 – III. Ágost lengyel király megtekinti a helyi cink és vasérc-bányákat
- 1847 – Teodor Heneczek megnyitja az első sziléziai lengyel nyomdát
- 1849 – a bazilika felszentelése
- 1896 – a kálvária felszentelése
- 1911 – az Andaluzja szénbánya megnyitása
- 1922 – a Lengyel hadsereg bevonul, a várost Lengyelországhoz csatolják
- 1933 – Brzozowice és Kamieńt a városhoz csatolják
- 1934 – Piekaryt és Szarlejt Szarlej néven egyesítik
- 1935 – a város nevét Piekary Śląskiere változtatják
- 1937 – a felszabadulási domb ünnepélyes leleplezése
- 1939 – Piekary járási jogokat kap a Sejmtől, de a formális átadást a II. világháború kitörése meggátolja
- 1947 – teljes városjogokat kap
- 1954 – a Julian szénbánya megnyitása
- 1975 – az adminisztrációs reform eredményeképpen kialakul a mai város szerkezete
- 1990 – az önkormányzatot visszaállítják, városi tanácsválasztás
- 1994 – a város díszplogárságot ad II. János Pál pápának
- 1996 – Radio Piekary műsorainak indítása

## Kerületek
Az 1975-ös adminisztrációs reform során az alábbi kerületeket alakították ki:
- Kozłowa Góra
- Centrum
- Szarlej
- Brzozowice
- Kamień
- Brzeziny Śląskie
- Dąbrówka Wielka